# 徳島合同証券
徳島合同証券株式会社（とくしまごうどうしょうけん）は、徳島県徳島市に本社を置く証券会社。

## 沿革
- 1953年2月5日 小松島証券株式会社を設立。
- 1962年 渭山証券株式会社を設立。
- 1968年 小松島証券株式会社と渭山証券株式会社の両社合併し徳島合同証券に社名変更。社長は庄野章。
- 時期不明　阿南営業所廃止？